# Otjänligt försök
Otjänligt försök är en straffrättslig term som innebär att en handling inte är straffbar trots att den som utför handlingen haft uppsåt att begå ett brott.

## Svensk rätt
Enligt 23 kap. brottsbalken kan även icke fullbordade brott vara straffbara.
Handlingen klassificeras däremot som ett "otjänligt försök" om det aldrig funnits någon risk för att handlingen skulle resultera i skada, exempelvis på grund av att brottsplanen är så uppenbart illa genomtänkt att det är uteslutet att brottet skulle ha fullbordats. Det går alltså inte att straffa den person som försökt giftmörda någon med en helt ofarlig substans, även om personen trott att den ofarliga substansen skulle vara giftig och medföra döden. Det är inte heller straffbart att försöka stjäla pengar genom teleportation eller att försöka köpa saker för sedlar som är uppenbara förfalskningar.
Om det otjänliga försöket däremot inte ledde till ett fullbordat brott enbart på grund av någon tillfällig omständighet betraktas detta som ett straffbart otjänligt försök. Exempel på en tillfällig omständighet är att en bil som ska användas vid ett bankrån får motorstopp på väg till banken, eller att det inte ligger en plånbok i den ficka där ficktjuven sticker ned sin hand. Handlandet bedöms då som försök till brott.

## Internationellt
Begreppet är till viss del omstritt och saknar direkta motsvarigheter till exempel i de nordiska länderna. Det finns ett exempel på ett rättsfall där gärningsmannen tillverkade en brevbomb i Danmark avsedd för en adressat i Storbritannien och sedan postade försändelsen i Sverige, där den omhändertogs av svensk polis. Brevbomben var så uppenbart illa konstruerad att det aldrig funnits någon risk för att adressaten skulle skadas av den, vilket i Sverige utgjorde skäl för att gärningsmannen inte kunde dömas. Handlingen var däremot straffbar enligt dansk och engelsk rätt. I Tyskland finns en motsvarande paragraf i straffrätten som till exempel innebär att domstolen kan bedöma handlingar baserade på vidskepelse mildare eller helt undanta dessa från straffansvar.

## Fotnoter
1. ↑  23 kap. Brottsbalken (1962:700)
2. ↑  23 kap. 1 § Brottsbalken (1962:700)
3. ↑  ”Kapitel 10. Straffemyndighed i forhold til forsøg og medvirken”. Dansk straffemyndighed. Arkiverad från originalet den 5 mars 2016. https://web.archive.org/web/20160305001705/http://jm.schultzboghandel.dk/upload/microsites/jm/ebooks/bet1488/bet/kap10.html. Läst 29 september 2014.
4. ↑  ”§ 23 Strafbarkeit des Versuchs”. StGB. Bundesministerium der Justiz und für Verbraucherschutz. http://www.gesetze-im-internet.de/stgb/__23.html.